# Laguna El Encanto
La laguna El Encanto es un cuerpo de agua superficial de agua dulce alimentada por una cascada de 15 metros de altura, una profundidad de unos 8 metros y un diámetro de aproximadamente más de 20 metros. Está ubicada en la Región del Libertador Bernardo O'Higgins de Chile. Es conocida por su belleza y la de su entorno.